# Заломин, Михаил Иванович
Михаил Иванович Заломин  (род. 22 декабря 1992, Саров, Россия) — российский батутист, член сборной России по прыжкам на батуте, заслуженный мастер спорта России. Восьмикратный чемпион России, семикратный чемпион Европы, одиннадцатикратный чемпион мира, победитель Всемирных игр 2017 года, серебряный призёр Всемирных игр 2013 года, серебряный призёр чемпионата мира 2015 года.

## Биография
С 6 лет, в 1999 году Михаил начал обучение в МОУ СОШ № 12 в городе Саров Нижегородской области. Параллельно с этим начал тренироваться в отделении прыжков на батуте Муниципального бюджетного учреждения дополнительного образования "Детско-юношеская спортивная школа «Икар», директор Сашков Александр Семенович. Первым тренером Заломина был Заслуженный тренер России Замотаев Александр Федорович, с ним Михаил тренировался до 2009 года.
| год  | место  | соревнования      | страна   |
| 2003 | золото | Первенство России | Россия   |
| ---- | ------ | ----------------- | -------- |
| 2003 | бронза | Первенство Мира   | Германия |
| 2008 | золото | Первенство Европы | Дания    |
| 2009 | золото | Первенство Мира   | Россия   |

В 2007 году присвоено звание — Мастер спорта России.
В 2008 году присвоено звание — Мастер спорта международного класса.
В 2009 году По приглашению тренера Лукьянова Валерия Ивановича переехал тренироваться и учиться в Москву в Московское среднее специальное училище Олимпийского резерва № 1.
| год  | место  | соревнования     | страна |
| 2010 | золото | Чемпионат России | Россия |
| 2011 | золото | Чемпионат России | Россия |
| ---- | ------ | ---------------- | ------ |

В 2011 году выиграл чемпионат России, и по итогам соревнований включён в основной состав сборной команды России по прыжкам на двойном минитрампе. Принял участие в чемпионате мира в Великобритании (Бирмингем).
| год  | место   | соревнования         | страна     |
| 2012 | золото  | Первенство Европы    | Россия     |
| ---- | ------- | -------------------- | ---------- |
| 2013 | золото  | Чемпионат Мира       | Болгария   |
| 2013 | золото  | Всероссийские старты | Россия     |
| 2013 | серебро | Всемирные игры       | Колумбия   |
| 2014 | золото  | Чемпионат Европы     | Португалия |
| 2014 | золото  | Чемпионат Мира       | Америка    |
| 2015 | серебро | Чемпионат Мира       | Дания      |

В 2015 году выполнил с наивысшим качеством в первом упражнении акробатический элемент «Двойное сальто прогнувшись с пятью винтами» являясь единственным исполнителем в мире этого элемента на двойном минитрампе, а во втором упражнении установил личный рекорд (41.000 балла). Архивная копия от 27 января 2018 на Wayback Machine
В этом же году Михаилу присвоено почетное звание — Заслуженный мастер спорта России.
| год  | место  | соревнования         | страна |
| 2016 | золото | Всероссийские Старты | Россия |
| ---- | ------ | -------------------- | ------ |

22 сентября вышел победителем в чемпионате России по прыжкам на батуте, акробатической дорожке и двойном минитрампе в Астрахани. За победу в соревнованиях боролись более 100 сильнейших спортсменов из 16 регионов страны.
| год  | место  | соревнования     | страна  |
| 2016 | золото | Чемпионат Европы | Испания |
| ---- | ------ | ---------------- | ------- |

Стал абсолютным чемпионом Европы в Испании (г. Вальядолид), выиграв соревнования в личном и командном зачёте и повторив победный прыжок 2015 года.
| год  | место  | соревнования   | страна |
| 2017 | золото | Всемирные Игры | Польша |
| ---- | ------ | -------------- | ------ |

На Всемирных играх 2017 в г. Вроцлав (Польша) опередил ближайших преследователей Александра Ренкерта (США) на 2,9 балла, а Диего Кошту (Португалия) на 3,5 балла.
| год  | место  | соревнования     | страна   |
| ---- | ------ | ---------------- | -------- |
| 2017 | золото | Чемпионат России | Россия   |
| 2017 | золото | Чемпионат Мира   | Болгария |

Выиграл на чемпионате мира, выполнив в финале комбинации «Тройное сальто вперед с полувинтом на тройное сальто назад с винтом» в группированном положении, показав во втором упражнении «Двойное сальто вперед прогнувшись с тремя с половиной винтами на двойное сальто назад прогнувшись с четырьмя винтами». Архивная копия от 27 января 2018 на Wayback Machine
В 2018 году Михаил выиграл все российские старты, стал чемпионом Европы в г. Баку (Азербайджан) в составе команды на двойном минитрампе. Завоевал титул чемпиона мира в четвёртый раз в личных соревнованиях в г. Санкт-Петербург (Россия).
| год  | место  | соревнования     | город           | Страна      |
| 2018 | золото | Чемпионат России | Оренбург        | Россия      |
| ---- | ------ | ---------------- | --------------- | ----------- |
| 2018 | золото | Чемпионат Европы | Баку            | Азербайджан |
| 2018 | золото | Чемпионат Мира   | Санкт-Петербург | Россия      |

В 2019 году Михаил завоевал золотые награды всех всероссийских и международных соревнований.
В этом году впервые двойной минитрамп был представлен в программе Кубка мира. Первые такие соревнования были проведены в с 21 по 22 сентября 2019 года в г. Хабаровск (Россия), где Михаил стал первым победителем этапа Кубка мира в прыжках на двойном минитрампе.
На чемпионате мира в г. Токио (Япония) у Михаила получилось завоевать сразу три золотые медали: в составе команды на двойном минитрампе, в личных соревнованиях, а также в командном многоборье.
| год  | место  | соревнования     | город      |
| ---- | ------ | ---------------- | ---------- |
| 2019 | золото | Чемпионат России | Хабаровск  |
| 2019 | золото | Этап кубка Мира  | Хабаровск  |
| 2019 | золото | Этап кубка Мира  | Вальядолид |
| 2019 | золото | Чемпионат Мира   | Токио      |
| 2019 | золото | Чемпионат Мира   | Токио      |
| 2019 | золото | Чемпионат Мира   | Токио      |

В 2020 году, в связи с распространением коронавирусной инфекции, большая часть спортивных мероприятий запланированных на этот год была отменена. Было проведено двое соревнований, где Михаилу удалось завоевать следующие награды:
| год  | место   | соревнования     | город     |
| ---- | ------- | ---------------- | --------- |
| 2020 | золото  | Кубок России     | Ярославль |
| 2020 | серебро | Чемпионат России | Сочи      |
| 2020 | золото  | Чемпионат России | Сочи      |

В 2020 году 18 апреля у Михаила родился сын Фёдор.
В 2021 году Михаил выиграл два российских отборочных соревнования к чемпионату Европы. На чемпионате Европы в составе команды выиграл соревнования. В личном первенстве стал четвёртым.
Летом этого же года, одержал победу в этапе кубка мира в г. Анадия (Португалия). Этот этап был заключительный в серии с 2019 года, и одержав третью победу подряд, Михаилу был вручен кубок мира по прыжкам на батуте в дисциплине двойной минитрамп.
В сентябре 2021 года прошел командный чемпионат России и личные отборочные соревнования. В составе команды Михаил выиграл эти соревнования. В личных соревнованиях занял второе место.
В ноябре 2021 года прошел Чемпионат мира в г. Баку (Азербайджан). Команда России в составе (Михаила Заломин, Александра Одинцова, Василия Макарского, Михаила Юрьева) одержала победу в дисциплине двойной минитрамп. Так же на данном чемпионате мира проводились соревнования «командное многоборье», где Михаил представлял свою дисциплину с составе команды, которой удалось выиграть те соревнования.
| год  | место  | соревнования     | город           |
| ---- | ------ | ---------------- | --------------- |
| 2021 | золото | Кубок России     | Ярославль       |
| 2021 | золото | Чемпионат России | Сочи            |
| 2021 | золото | Чемпионат Европы | Сочи            |
| 2021 | золото | Этап кубка мира  | Анадия          |
| 2021 | золото | Чемпионат России | Санкт-Петербург |
| 2021 | золото | Чемпионат Мира   | Баку            |
| 2021 | золото | Чемпионат Мира   | Баку            |

Таким образом, Михаил Заломин стал действующим обладателем всех крупнейших наград в двойном минитрампе — золотых медалей чемпионатов мира, Кубка мира, чемпионатов Европы и России, а также Всемирных игр.

## Образование
- Закончил в 2013 году «Московское среднее специальное училище олимпийского резерва № 1» (техникум) Департамента спорта и туризма города Москвы ГОУ МСCУОР № 1
- Михаил получил среднее специальное педагогическое образование. В этом же году поступил в Московский городской педагогический институт «Педагогический институт физической культуры и спорта» по направлению — педагогическое образование. В 2016 году окончил институт по программе «Бакалавриата» и поступил в магистратуру того же института.
- В 2017 году сдал экзамены по знанию правил вида спорта «Прыжки на батуте» и получил первую судейскую категорию. Принимает участие в судействе Московских и Всероссийских соревнований.

## Общественная деятельность
С 2016 г. избран на должность президента Московской спортивной федерации прыжков на батуте.
Принимает участие в организации спортивных соревнований, занимается развитием физической культуры и спорта и продвижением такого вида спорта как прыжки на батуте, занимается пропагандой здорового образа жизни среди населения и школьников города Москвы.
В 2014 году отмечен благодарностью Мэра г. Москвы С. С. Собянина за вклад в развитие физкультуры и спорта.
Также получил телеграмму от Президента РФ В. В. Путина — поздравление с победой на Чемпионате Мира.
Михаил поддерживает отношения со своим первым тренером Замотаевым А. Ф. Посещает спортивную школу города Сарова, давшую путевку в большой спорт. Проводит мастер классы для молодых спортсменов школы, участвует в общественных мероприятиях города.

## Семья
Жена — мастер спорта международного класса по прыжкам на батуте Заломина (девичья — Романова) Дарья Дмитриевна.
Вместе они воспитывают дочь Софию (родилась 18 июля 2016 г.) и сына Федора (родился 18 апреля 2020 г.)